# Army Men: Operation Green
Army Men: Operation Green est un jeu vidéo d'action développé par Pocket Studios et édité par The 3DO Company, sorti en 2001 sur Game Boy Advance.

## Accueil
- Jeuxvideo.com : 15/20[1]